# Серафима Ливен
Игумения (матушка) Серафима Княжевска (Олга Ливен бълг. поп Андреева) (16/29.11.1913 Москва – 23.05/05.06.2004, София) е белоемигрантка от благороднически произход (светлейшая княжна), родена в семейството на княз Андрей Александров Ливен (впоследствие протойерей) от балтийсконемския род Ливен и София Александрова Стахова. Олга има по-голям брат Александър и по-малък – Николай и три по-малки сестри Дария, Елена (Екатерина) и Мария; от дете става духовно чедо на Богучарския архиепископ свети Серафим Софийски (Соболев); учи в руското училище в Кенси – Париж 1926-1930 и една година в руската гимназия в София, завършва Богословския факултет на Софийския университет 1932-1936, дипломира се през 1940 г. и до 1945 г. преподава Закон Божи в IV, III и V Софийски девически гимназии и сътрудничи в богсловските трудове на архиепископ Серафим; от 1945 до 1948 г. преподава руски език в Софийското стопанско училище „Майка“ („Мария Луиза“). През 1949 г. е поставена за предстоятелка на девически манастир „Покров Богородичен“ в София в къща на ул. „6 септември“ и впоследствие при храм „Св. Лука“ в кв. Княжево.